# November 14.
November 14. az év 318. (szökőévben 319.) napja a Gergely-naptár szerint. Az évből még 47 nap van hátra.
Névnapok: Aliz + Erzsébet, Huba, Jozafát, Klementina, Vanda, Zdenkó

## Események
- 1234 – IX. Gergely pápa felszólítja Béla királyfit, hogy a Kunországban lakó ortodox oláhokat kényszerítse a milkói kun püspök fennhatóságának elfogadására.
- 1305 – Felszentelik V. Kelemen pápát.
- 1492 – Kolumbusz Kristóf lehorgonyoz egy szigetcsoportnál, amelynek Kolumbusz a „Tizenegyezer szűz” nevet adja. (a jelenlegi Amerikai Virgin-szigetek).
- 1540 – Leonhard von Fels felhagy Buda ostromával.
- 1851 – megjelenik Herman Melville regénye, a „Moby Dick”
- 1859 – Elkészül Jedlik Ányos dinamója.
- 1871 – A kormányzó Deák-párt Lónyay Menyhért grófot választja Magyarország miniszterelnökévé.
- 1871 – I. Ferenc József császár gróf Andrássy Gyulát nevezi ki az Osztrák–Magyar Monarchia közös külügyminiszterévé.
- 1918 – Csehszlovákia kimondja elszakadását az Osztrák–Magyar Monarchiától, és kikiáltja az ország függetlenségét.
- 1918 – Az Egyesült Királyság csapatai döntő győzelmet aratnak az Oszmán Birodalom hadaival szemben Irakban a mezopotámiai fronton.
- 1922 – A BBC megkezdi rádióadását.
- 1925 – Statáriális bíróság elé állítják lázadás bűntettével vádolva az augusztus 22-én elfogott Rákosi Mátyást, Gőgös Ignácot, Hámán Katót, Vas Zoltánt
- 1940 – A német légierő lebombázza Coventry városát, a bombázásban elpusztul több mint 4 000 épület, köztük a város híres katedrálisa
- 1943 – Leonard Bernstein bemutatkozik a The New York Philharmonic-nál. (25 évesen lett vezető karmester)
- 1944 – A németek felrobbantják a dunaföldvári Duna-hidat (Beszédes József híd).
- 1944 – A Brit Királyi Légierő és amerikai légierő pusztító bombatámadása az érsekújvári vasútállomás ellen (Hat nappal a november 8-i bombázás után).[1]
- 1945 – Bolívia az ENSZ tagja lesz.
- 1954 – Égerszögnél felfedezik az Aggteleki-karszthoz tartozó Szabadság-barlangot.
- 1956 – Létrejön a Nagy-Budapesti Központi Munkástanács.
- 1965 – A vietnámi háborúban elkezdődik a „Ia Drang”-i csata, az első jelentősebb ütközet az amerikai és észak-vietnámi erők között.
- 1969 – Felbocsátják az Apollo–12-t, amely útjára indul a Hold felé.
- 1972 – az MSZMP KB ülésén Kádár János keményvonalas beszéde, a reform visszafordítása, a visszarendeződés kezdete. Kádár Moszkva és a „testvérpártok” vezetőinek nyomására feláldozza az „új gazdasági mechanizmust”.
- 1988 – November 14-ről 15-re virradó éjszaka a Palesztin Nemzeti Tanács kikiáltja a független palesztin államot az Izrael által megszállt területeken
- 1988 – Spanyolországot és Portugáliát fölveszik a Nyugat-európai Unióba.
- 1989 – A magyar kormány beadja csatlakozási kérelmét az Európa Tanácshoz, miközben még él a Varsói Szerződés, a szovjet csapatok még Magyarországon vannak.
- 1990 – A magyar kormány nevében Keresztes K. Sándor környezetvédelmi miniszter aláírja a megállapodást a nagymarosi beruházás osztrák részvételének megszűnéséről. (2,65 milliárd schilling kártérítés-fizetési kötelezettséggel)
- 1990 – kilép az MDF-ből a szervezet első elnöke, Bíró Zoltán
- 1992 – Az SZDSZ küldöttgyűlésén Tölgyessy Péterrel szemben Pető Ivánt választják a párt elnökének
- 1993 – A Kínai Kommunista Párt Központi Bizottsága elfogadja a gazdaság gyorsított ütemű piacosításának programját, melynek következtében  megkezdődik a külföldi tőke beáramlása az országba.
- 1994 – Csehországban lezárul a „kuponos” privatizáció. 340 milliárd korona értékű vagyon kerül magánkézbe.
- 1997 – Irak kiutasítja területéről az ENSZ fegyverzet-ellenőrző és -megsemmisítő bizottságának amerikai tagjait.
- 1997 – A magyar részvények közül elsőként a Matáv papírjai jelennek meg a New York-i tőzsdén, 730 Ft-os áron.
- 1998 – Zala megyében gázkitörés miatt három falu (Bak, Bocfölde és Sárhida) lakóit kitelepítik
- 2006 – Amerikában megjelenik a (+44) nevű amerikai rockbanda első albuma, „When Your Heart Stops Beating” címmel
- 2007 – Román-magyar közös kormányülés Nagyszebenben.
- 2008 – A MIP szonda sikeresen becsapódott a Hold felszínén.

## Sportesemények
Formula–1
- 2010 –  abu-dzabi nagydíj, Yas Marina - Győztes: Sebastian Vettel  (Red Bull Racing Renault)

## Születések
- 1457 – Aragóniai Beatrix magyar királyné († 1508)
- 1650 – III. Vilmos angol király († 1702)
- 1668 – Johann Lukas von Hildebrandt osztrák műépítész († 1745)
- 1719 – Johann Georg Leopold Mozart osztrák muzsikus, Wolfgang Amadeus Mozart édesapja († 1787)
- 1732 – Bacsinszky András kárpátaljai görögkatolikus püspök († 1809)
- 1740 – Johann van Beethoven, Ludwig van Beethoven apja és első tanára († 1792)
- 1763 – Wilckens Henrik Dávid német születésű természettudós, a magyar erdészettudomány első professzora, a Selmeci Akadémia (a Nyugat-magyarországi Egyetem jogelődje) egyik alapítója († 1832)
- 1765 – Robert Fulton amerikai mérnök, feltaláló, az első működő gőzhajó alkotója († 1815)
- 1776 – Henri Dutrochet francia orvos, fiziológus, botanikus († 1847)
- 1778 – Johann Nepomuk Hummel osztrák zeneszerző, zongoraművész († 1837)
- 1779 – Adam Gottlob Oehlenschläger dán költő († 1850)
- 1797 – Charles Lyell angol geológus († 1875)
- 1805 – Fanny Mendelssohn német romantikus zeneszerző és zongoraművész, Felix Mendelssohn nővére († 1847)
- 1838 – August Šenoa horvát író († 1881)
- 1840 – Claude Monet francia impresszionista festő († 1926)
- 1848 – Wekerle Sándor politikus, magyar miniszterelnök († 1921)
- 1874 – Johann Schober osztrák politikus, rendőrtiszt, két ízben, 1921–1922-ben és 1929–1930-ban volt hazája kancellárja, kiemelkedő szerepet játszott az Interpol létrehozásában († 1932)
- 1876 – Jekatyerina Vasziljevna Gelcer orosz balett-táncosnő, a Moszkvai Nagyszínház prima balerinája († 1962)
- 1887 – Áprily Lajos József Attila-díjas magyar költő, műfordító († 1967)
- 1889 – Dzsaváharlál Nehru indiai függetlenségi vezető, India első miniszterelnöke († 1964)
- 1891 – Frederick Banting Nobel-díjas kanadai orvoskutató, az inzulin egyik felfedezője († 1941)
- 1892 – Dajbukát Ilona magyar színésznő († 1976)
- 1896 – Pataky Kálmán magyar operaénekes († 1964)
- 1901 – Putnoky Gyula erdélyi magyar orvos, szakíró. († 1985).
- 1904
  - Dick Powell amerikai színész († 1963)
  - Sarlai Imre magyar színész, érdemes művész († 1983)
- 1907 – Astrid Lindgren svéd írónő († 2002)
- 1912 – Gazdag Erzsi József Attila-díjas magyar költő († 1987)
- 1913 – Faragó György magyar zongoraművész († 1944)
- 1916 – Újvárosi Katalin magyar színésznő († 1995)
- 1922 – Butrosz Butrosz-Gáli egyiptomi diplomata, volt ENSZ-főtitkár († 2016)
- 1924 – Lakky József magyar színész († 1989)
- 1927
  - Castiglione László magyar régész, történész († 1984)
  - Svéd Nóra magyar opera-énekesnő († 1982)
  - Mihail Ivanovics Scsadov, orosz mérnök, a Szovjetunió szénipari minisztere 1985–1991 között († 2011)
- 1928 – Vitalij Andrijovics Maszol ukrán politikus, 1994–1995 között miniszterelnök, 1987–1990 között az Ukrán SZSZK miniszterelnöke († 2018)
- 1930
  - Edward White amerikai űrhajós († 1967)
  - Török Elemér felvidéki magyar költő, újságíró, tanár († 2006)
- 1932 – Gunter Sachs német–svájci milliárdos playboy, 1966–69 között Brigitte Bardot férje († 2011)
- 1935
  - Huszejn jordán király († 1999)
  - Kampis Miklós Kossuth-díjas magyar építész, a nemzet művésze († 2020)
- 1936 – Antonio Gades spanyol táncművész, flamenco-táncos, koreográfus. († 2004)
- 1943 – Maros Miklós magyar zeneszerző és karmester
- 1945 – Brett Lunger (Robert Brett Lunger) amerikai autóversenyző
- 1948 – III. Károly brit király
- 1950 – Kútvölgyi Erzsébet Kossuth- és Jászai Mari-díjas magyar színésznő, érdemes művész
- 1954
  - Condoleezza Rice amerikai politikusnő, külügyminiszter
  - Eliseo Salazar chilei autóversenyző
- 1956 – Dékány Ágnes magyar bábművész, színésznő
- 1960 – Prukner László, a kaposvári Táncsics Mihály Gimnázium testnevelő tanára, a Kaposvári Rákóczi FC labdarúgócsapatának vezetőedzője
- 1962 – Rónai Egon Prima Primissima díjas magyar újságíró, televíziós-rádiós műsorvezető
- 1968 – Dózsa Zoltán magyar színész
- 1975 – Szabó Gabriella olimpiai és világbajnok román atléta
- 1979 – Olha Kosztyantinyivna Kurilenko ukrán modell, filmszínésznő
- 1981 – Russell Tovey angol színész
- 1983 – Adriana Olteanu román kézilabdázó
- 1985 – Wang Feng kínai kenus
- 1990 – Jessica Jacobs ausztrál színész, énekes († 2008)

## Halálozások
- 565 – I. Iusztinianosz, bizánci császár (* 483)
- 1462 – Habsburg Anna magyar hercegnő, türingiai tartománygrófné, 1442-től 1444-ig I. Ulászló magyar király jegyese, I. Mátyással szemben magyar trónkövetelő 1458-ban, Albert magyar király és Luxemburgi Erzsébet idősebb lánya (* 1432)
- 1556 – Giovanni della Casa itáliai költő, író (* 1504)
- 1690 – Johann Albrich erdélyi szász gimnáziumi tanár (* 1663)
- 1716 – Gottfried Leibniz német filozófus és polihisztor (* 1646)
- 1807 – Bielek László, magyar piarista rendi pap, tanár (* 1744)
- 1831 – Georg Hegel német filozófus (* 1770)
- 1884 – Berzenczey László magyar politikus, 1848–49-es kormánybiztos, utazó, őshazakutató (* 1820)
- 1899 – Torma Zsófia erdélyi régésznő, a világ első női régésze (* 1832)
- 1921 – Goldziher Ignác orientalista, egyetemi tanár, az MTA tagja (* 1850)
- 1944 – Flesch Károly hegedűművész, zenepedagógus (* 1873)
- 1946 – Manuel de Falla roma származású spanyol klasszikus zeneszerző (* 1872)
- 1952 – Széki János magyar kohómérnök, egyetemi tanár (* 1879)
- 1965 – Csermák Tibor Balázs Béla-díjas magyar grafikusművész, rajzfilmrendező (* 1927)
- 1974 – Orosz Iván lapszerkesztő, költő, novellista (* 1902)
- 1977 – A. C. Bhaktivedánta Szvámi Prabhupáda, a Krisna-tudat Nemzetközi Szervezetének megalapítója, indiai filozófiai és vallási műfordító (* 1896)
- 1984 – Győrffy György magyar színész, szinkronszínész (* 1920)
- 1991
  - Tony Richardson Oscar-díjas angol színházi és filmrendező, producer, író (* 1928)
  - Korbuly György orvos, orvostörténész, szülész nőgyógyász (* 1903)
- 1992 – Ernst Happel osztrák válogatott labdarúgó, hátvéd, edző (* 1925)
- 1993 – Béres András magyar néprajzkutató (* 1928)
- 1999 – Hanák Tibor újságíró, esszéíró, kritikus, filozófus és filozófiatörténész, a filozófia doktora (* 1929)
- 2005 – Miszlay István Jászai Mari-díjas magyar színházi rendező, színházigazgató, érdemes művész (* 1930)

## Nemzeti ünnepek, emléknapok, világnapok
→Sablonvita:Ünnepek/11-14:
- a cukorbetegség világnapja[2][3]
- gyermeknap Indiában Dzsaváharlál Nehru, a független India első miniszterelnökének születésnapján[4]
- Gangrai Szent Hüpatiosz gangrai püspök emléknapja a katolikus egyházban[5]
- Szent Fülöp apostol napja az ortodox egyházban[6]